# مله گوراب
مله گوراب، روستایی از توابع بخش مرکزی شهرستان باغ‌ملک در استان خوزستان ایران است.
این روستا در دهستان منگشت قرار دارد و براساس سرشماری مرکز آمار ایران در سال ۱۳۸۵، جمعیت آن ۶۳ نفر (۱۱خانوار) بوده‌است. در حال حاضر بالغ بر ۷۰ خانوار و جمعیتی بالغ بر چهارصد نفر در این روستا زندگی می‌کنند.
شغل اکثر مردم این روستا دامداری و کشاورزی است.
روستای مله گوراب که نام دیگر آن دره تنگار است از قدیم به دلیل موقعیت خاص جغرافیایی آن محل زندگی جمع کثیری از مردم منطقه بوده‌است اما پس از پیروزی انقلاب به دلیل افزایش امکانات در دیگر روستاها و عدم وجود رودخانه برای تأمین آب مورد نیاز عدهٔ زیادی از مردم این روستا به روستاهای همجوار مهاجرت کردند. این روستا هم‌اکنون از آب آشامیدنی، برق و گاز و مدرسه ابتدایی و راهنمایی و شبکه بهداشت برخوردار است.
تمام اهالی این روستا از دو طایفه سروستانی و ممبینی (زکوی) هستند. سروستانی‌های آن را دهه امیر محسن می گویند. و زکوی‌ها را که از تیره ملازکی هستند دهه ملا فتاح می گویند.